# Margarosticha plumbealis
Margarosticha plumbealis là một loài bướm đêm trong họ Crambidae.